# 81–86 Main Street (Port Charlotte)

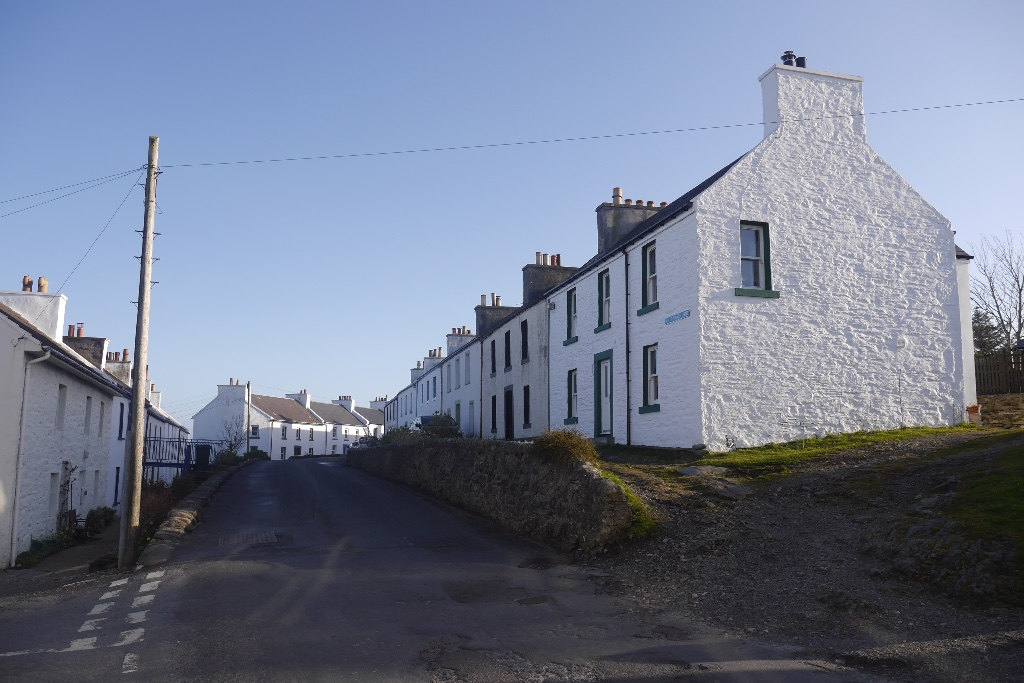
Die Gebäudezeile 81–86 Main Street erstreckt sich entlang der rechten Straßenseite

Unter der Adresse 81–86 Main Street ist eine Reihe von sechs Gebäuden in der schottischen Stadt Port Charlotte auf der Hebrideninsel Islay zu finden. Die Gebäude stehen auf der Westseite der Main Street im Stadtzentrum. 1971 wurden die Gebäude als Ensemble in die britischen Denkmallisten in der Kategorie B aufgenommen. Vereinzelt werden zur Spezifizierung der Gebäude auch die Hausnamen verwendet. Die sind im Süden beginnend: Macarther (Nr. 81), Mcindeor (Nr. 82), Miss Mcindeor (Nr. 83), Fergusson (Nr. 84), Mciver (Nr. 85) und Grier (Nr. 86).

## Beschreibung
Die sechs Gebäude wurden in geschlossener Bauweise entlang der Main Street erbaut und nehmen die gesamte Straßenseite zwischen der Pier Road und der Einmündung der gegenüberliegenden Shore Street im Norden ein. Sie stammen aus dem frühen 19. Jahrhundert.  Ein genaueres Baudatum ist nicht überliefert, es liegt jedoch nahe, dass Walter Frederick Campbell, der Laird von Islay, sie um das Jahr 1830  erbauen ließ, als er die Siedlung Port Charlotte entwickelte. Alle Gebäude sind nach dem gleichen Muster gebaut. Der Eingang befindet sich mittig an der Vorderfront. Dieser ist symmetrisch von fünf Sprossenfenstern umgeben. Auf dem Obergeschoss sitzt ein schiefergedecktes Satteldach auf. Die Fassaden sind meist in der traditionellen Harling-Technik verputzt. Da das Land in Port Charlotte zur östlich gelegenen Küste von Loch Indaal hin abfällt, liegen die Gebäude auf einer Terrasse etwa einen Meter oberhalb der Straße. Die gegenüberliegenden Häuser befinden sich hingegen etwa zwei Meter unterhalb des Straßenniveaus.